# Tesla Model Y
O Tesla Model Y é um crossover desportivo elétrico produzido pela Tesla. É o segundo SUV da empresa, sendo um pouco menor em relação ao Tesla Model X. Foi apresentado em 14 de março de 2019. As primeiras entregas foram feitas em 13 de março de 2020.
Tem versões de 5 a 7 lugares. Tem um ou dois motores elétricos e pode ter tração às 4 rodas (AWD). A aceleração de 0 a 100 km/h vai de 3,7 segundos a 6,3 segundos. A velocidade máxima é de 193 km/h a 241 km/h. Tem uma autonomia de 370 km (Standard Range) a 483 km (Long Range) segundo o ciclo EPA.
O seu aspeto geral é semelhante ao Tesla Model 3, com o qual partilha 75% das peças.

## Preço
A versão "Dual Motor" atualmente custa 42.990€
A versão "Long Range" custa 49.990€ e a versão "Performance" custa 55.990€, em Portugal.